# France au Concours Eurovision de la chanson 1998
La France a participé au Concours Eurovision de la chanson 1998 à Birmingham, au Royaume-Uni. C'est la 41e participation de la France au Concours Eurovision de la chanson.
Le pays est représenté par Marie Line et la chanson Où aller, sélectionnés en interne par France 2.

## Sélection
France 2 choisit l'artiste et la chanson en interne pour représenter la France au Concours Eurovision de la chanson 1998. Il s'agit ici de la dernière fois que France 2 organise la sélection française jusqu'en 2015.
Lors de cette sélection, c'est la chanteuse auteur-compositrice-interprète Marie Line et la chanson Où aller qui ont été choisies.

## À l'Eurovision

### Points attribués par la France
| 12 points | Israël      |
| 10 points | Portugal    |
| 8 points  | Croatie     |
| 7 points  | Belgique    |
| 6 points  | Malte       |
| 5 points  | Pays-Bas    |
| 4 points  | Espagne     |
| 3 points  | Royaume-Uni |
| 2 points  | Pologne     |
| 1 point   | Hongrie     |

### Points attribués à la France
| 12 points | 10 points | 8 points | 7 points    | 6 points |
| --------- | --------- | -------- | ----------- | -------- |
|           |           |          |             |          |
| 5 points  | 4 points  | 3 points | 2 points    | 1 point  |
|           |           |          | - Macédoine | - Chypre |

Marie Line interprète Où aller en 3e position lors du concours suivant la Grèce et précédant l'Espagne. Au terme du vote final, la France termine 24e sur 25 pays avec 3 points, dont deux de la Macédoine et un de Chypre,.